# Ясногородська сільська рада (Макарівський район)
Ясногоро́дська сільська́ ра́да — адміністративно-територіальна одиниця та орган місцевого самоврядування в Макарівському районі Київської області. Адміністративний центр — село Ясногородка.

## Загальні відомості
- Територія ради: 0,203 км²
- Населення ради: 739 осіб (станом на 2001 рік)
- Територією ради протікає річка Очеретянка

## Населені пункти
Сільській раді підпорядковані населені пункти:
- с. Ясногородка

## Склад ради
Рада складається з 16 депутатів та голови.
- Голова ради: Семенова Тетяна Миколаївна
- Секретар ради: Глущенко Наталія Леонідівна

### Керівний склад попередніх скликань
| Прізвище, ім'я, по батькові | Основні відомості                                                               | Дата обрання | Дата звільнення |
| --------------------------- | ------------------------------------------------------------------------------- | ------------ | --------------- |
| Семенова Тетяна Миколаївна  | Сільський голова, 1973 року народження, освіта вища, член партії "Наша Україна" | 26.03.2006   | 31.10.2010      |
| Семенова Тетяна Миколаївна  | Сільський голова, 1973 року народження, освіта вища, член партії "Наша Україна" | 31.10.2010   |                 |

Примітка: таблиця складена за даними сайту Верховної Ради України

### Депутати
За результатами місцевих виборів 2010 року депутатами ради стали:

#### За суб'єктами висування
| Суб'єкт висування | Кількість обраних депутатів | %   |
| ----------------- | --------------------------- | --- |
| Самовисування     | 16                          | 100 |

#### За округами
| № округу | Прізвище, ім'я, по батькові       | Дата визнання обраним | Освіта  | Партійна приналежність                        | Відомості про обраного депутата            |
| -------- | --------------------------------- | --------------------- | ------- | --------------------------------------------- | ------------------------------------------ |
| 1        | Ткачук Марія Іванівна             | 31.10.2010            | середня | позапартійна                                  | Відділення зв'язку, листоноша              |
| 2        | Семенов Олександр Михайлович      | 31.10.2010            | вища    | позапартійний                                 | Ветеринарна лікарня, завідувач лабораторії |
| 3        | Ященко Людмила Миколаївна         | 31.10.2010            | вища    | член Партії регіонів                          | доктор філософії                           |
| 4        | Кононенко Таїса Василівна         | 31.10.2010            | середня | член Всеукраїнського об'єднання «Батьківщина» | ПП філія «Антонов Агро», робітник          |
| 5        | Герасименко Наталія Олександрівна | 31.10.2010            | вища    | член Партії регіонів                          | Ясногородський сільський клуб, директор    |
| 6        | Яценко Валентина Тимофіївна       | 31.10.2010            | середня | член Всеукраїнського об'єднання «Батьківщина» | тимчасово не працює                        |
| 7        | Томчук Сергій Васильович          | 31.10.2010            | середня | член Всеукраїнського об'єднання «Батьківщина» | тимчасово не працює                        |
| 8        | Комашенко Олена Гнатівна          | 31.10.2010            | вища    | позапартійна                                  | тимчасово не працює                        |
| 9        | Глущенко Наталія Леонідівна       | 31.10.2010            | середня | позапартійна                                  | Ясногородська сільська рада, секратар      |
| 10       | Манагадзе Георгій Мурманович      | 31.10.2010            | середня | член Соціалістичної партії України            | приватний підприємець                      |
| 11       | Олійник Наталія Володимирівна     | 31.10.2010            | вища    | позапартійна                                  | тимчасово не працює                        |
| 12       | Саковський Павло Іванович         | 31.10.2010            | середня | член Всеукраїнського об'єднання «Батьківщина» | АЗС, оператор                              |
| 13       | Кононенко Микола Андрійович       | 31.10.2010            | середня | член Всеукраїнського об'єднання «Батьківщина» | АЗС, оператор                              |
| 14       | Юхно Оксана Володимирівна         | 31.10.2010            | вища    | позапартійна                                  | тимчасово не працює                        |
| 15       | Павлінова Віра Іванівна           | 31.10.2010            | вища    | позапартійна                                  | Ясногородська сільська рада, бухгалтер     |
| 16       | Семеняга Віталій Михайлович       | 31.10.2010            | середня | позапартійний                                 | тимчасово не працює                        |